# Florea Țuțugan
Florea Țuțugan (n. 18 iunie 1908, comuna Orădoi, raionul Plenița, regiunea Craiova – d. 24 ianuarie 1961, București) a fost un logician român. A adus contribuții valoroase în studiul silogismului, al implicației, al paradoxurilor logice și al modalităților.

## Date biografice
Obține titlul de doctor în 1938, cu lucrarea Cercetări în logica modernă: Cercetări asupra operațiilor logice a căror valabilitate a fost contestată de unii logisticieni. Este profesor de liceu, apoi conferențiar la catedra de logică a lui Athanase Joja, din cadrul Universității din București. Este membru în comitetul de redacție al revistei Acta Logica.
În domeniul silogisticii, cercetările sale încep în anul 1943, cu un număr de articole privind judecățile de predicație și modurile silogistice, articole care, parțial sau total, se vor regăsi în lucrarea sa fundamentală Silogistica judecăților de predicație (1957). El propune aici cel puțin două elemente inovatoare în domeniul silogisticii clasice: 1. introducerea termenilor negativi în silogistică (cap. I), ceea ce îi va permite autorului să construiască noi ,,moduri silogistice valabile, altele decât cele ale logicii clasice” (cap. II), iar acest fapt va atrage după sine contestarea valabilității unora dintre legile silogisticii clasice (cap. III); 2. extinderea silogisticii de la propoziții simple la propoziții compuse (cap. IV).
F.Ț. își începe cercetarea pornind de la identificarea tuturor relațiilor care se pot stabili între doi termeni oarecare A și B (termeni ce pot fi ,,simpli sau complecși, clase de indivizi, atribute sau judecăți”). Asemenea lui J.N. Keynes, care descoperă 7 astfel de relații, și spre deosebire de Albert Manne, care prezintă un număr de 16 relații, logicianul român identifică 7 raporturi de prezență-absență sau de adevăr-fals, numite ,,raporturi unice și bine determinate” între doi termeni: I.1. identitate sau echivalență, I.2. contradicție, II.1. subordonare sau implicație strictă directă, II.2. contrarietate limitată pozitiv, II.3. contrarietate limitată negativ, II.4. supraordonare sau implicație strictă inversată, III. încrucișare sau indiferență implicativă. Aceste 7 raporturi se pot combina mai departe, construind disjuncții din două până la șapte elemente. Dintre toate disjuncțiile posibile, următoarele patru atrag atenția în mod deosebit, deoarece ele pot fi identificate cu judecățile logicii clasice de tip A, E, I, O. Judecata A (Toți S sunt P) reprezintă disjuncția ,,I.1 v II.1”; judecata E (Nici un S nu este P) reprezintă disjuncția ,,I.2 v II.2”; judecata I (Unii S sunt P) reprezintă disjuncția ,,I.1 v II.1 v II.3 v II.4 v III”; judecata O (Unii S nu sunt P) reprezintă disjuncția ,,I.2 v II.2 v II.3 v II.4 v III”. În plus, F.Ț. propune alte patru judecăți de predicație, al căror specific constă în faptul că ele admit termeni negativi. Judecata A’ (Toți non S sunt non P), judecata E’ (Nici un non S nu este non P), judecata I’ (Unii non S sunt non P) și judecata O’ (Unii non S nu sunt non P).
Cu aceste opt judecăți de predicație se vor construi toate modurile silogistice valabile, permițând extinderea silogisticii clasice spre o silogistică cu termeni pozitivi și negativi. Descompunerea judecăților în disjuncții de raporturi unice și bine determinate îi va permite autorului să propună o metodă de determinare a concluziei silogismelor, prin care va confirma modurile silogisticii clasice, construind totodată și alte moduri silogistice, obținând în total 192 de moduri valabile.
Printre rezultatele interesante la care ajunge F.Ț. se află și acela că „din două premise negative se poate scoate o concluzie” (Nici o grăsime nu se dizolvă în apă, Zaharurile nu sunt grăsimi, Deci unele corpuri care nu sunt zaharuri nu se dizolvă în apă; silogism de tip E-E-I’), ceea ce conduce la contestarea valabilității unora dintre legile clasice ale silogismului.
Cercetările lui F.Ț. în domeniul silogisticii se întâlnesc cu cele ale logicianului german Albert Manne, care, în urma unor cercetări independente întreprinse aproximativ în aceeași perioadă, ajunge la rezultate asemănătoare: existența unor moduri silogistice valabile, altele decât cele ale logicii clasice.
În domeniul logicii modale, F.Ț. propune o reprezentare a modalităților necesar, imposibil, posibil, contingent diferită decât cea constând în pătratul lui Boethius, reprezentare ce îi va permite autorului să identifice 4 accepțiuni ale modalității posibil: inexistentul-posibil, posibilitatea în sens restrâns, posibilitatea în sens larg și indeterminatul. Autorul arată că dificultățile și confuziile ce apar adesea în lucrările logicienilor la nivelul modalității posibil sunt cauzate în primul rând de suprapunerea de sens între posibilitatea în sens restrâns și posibilitatea în sens larg.

## Opera principală
- Silogistica judecăților de predicație, Contribuții, adaosuri și rectificări la silogistica clasică, București, Editura Academiei Republicii Populare Romîne, 1957.

## Studii in volume colective
- ,,Cu privire la existența unor moduri silogistice valabile, altele decât cele ale logicii clasice”, în Probleme de logică, București, Editura Academiei Republicii Populare Romîne, 1956, pp. 315-358;

- ,,De l’existence de certains modes syllogistiques valables, autres que ceux de la logique classique”, în Philosophes Roumains Contemporains, Bucharest, Editions de l’Academie de la Republique Populaire Roumaine, 1958, pp. 232-262;

- ,,Despre «paradoxele» implicației și echivalenței și semnificația lor logică”, în Studii de materialism-dialectic, București, Editura Academiei Republicii Populare Romîne, 1960, pp. 169-196.

## Articole în publicații științifice
- ,,Cercetări asupra relațiilor unice și determinate și critica teoriei cuantificării predicatului a lui W. Hamilton”, Revista de Filosofie, vol. XXVIII, nr. 1-2, 1943, pp. 72-80;

- ,,Sinteza în silogism”, Revista de Filosofie, vol. XXIX, nr. 3-4, 1943, pp. 215-244;

- ,,C. Rădulescu-Motru: Lecții de logică – recenzie”, Revista de Filosofie, vol. XXIX, nr. 3-4, 1943, pp 321-329;

- ,,Despre unele dificultăți și confuzii în teoria logică a judecăților modale de posibilitate”, Analele Universității C.I. Parhon – București, 8, 1957, pp. 32-54;

- ,,Considerații asupra structurii logice a implicației”, Cercetări filosofice, anul IV, nr. 3, 1957, pp. 91-109;

- ,,On «paradoxes» of implication and equivalence and their logical significance”, Acta Logica, anul II, 1, 1959, pp. 71-93.

## Articole în reviste de cultură
- ,,O nouă reprezentare a raporturilor judecăților”, Revista Fundațiilor Regale, anul X, nr. 9, sept. 1943, pp. 553-561.}}